# Ablabera tenebrosa
Ablabera tenebrosa är en skalbaggsart som beskrevs av Hermann Burmeister 1855. Ablabera tenebrosa ingår i släktet Ablabera och familjen Melolonthidae. Inga underarter finns listade i Catalogue of Life.